# Форс-мажоры: Лос-Анджелес
«Фо́рс-мажо́ры: Лос-Анджелес» (англ. Suits LA) — американский телесериал в жанре юридической драмы, являющийся спин-оффом и продолжением телесериала «Форс-мажоры». Премьера состоялась 23 февраля 2025 года на телеканале NBC.

## Сюжет
«Форс-мажоры: Лос-Анджелес» продолжает традиции оригинального сериала, но с новым героем — Тэдом Блэком. Он бывший прокурор из Нью-Йорка, который когда-то был коллегой Харви Спектера. Теперь он управляет юридической фирмой в Лос-Анджелесе, но сталкивается с серьезными проблемами: финансовый кризис, потеря клиентов и необходимость работать с людьми, которых он раньше презирал.
В этом хаосе Тэду приходится принимать сложные решения, искать нестандартные пути выхода из ситуации и бороться за авторитет. Постепенно он понимает, что его представления о юриспруденции должны измениться — и что иногда компромиссы неизбежны.
Харви Спектер появляется в сериале в 4-й серии и на 29-й минуте, привнося в сюжет знакомую харизму и уверенность. Его появление не только добавляет интриги, но и подчеркивает связь нового сериала с оригинальными «Форс-мажорами».
Луис Литт проявляют свою неповторимую харизму, появляясь в своем камео в 12 серии.

## В ролях

### Основной состав
- Стивен Амелл — Тэд Блэк
- Лекс Скотт Дэвис — Эрика Роллинс
- Джош Макдермитт — Стюарт Лэйн
- Брайан Гринберг — Рик Додсен

### Приглашённые актёры
- Гэбриел Махт — Харви Спектер

## Производство
О производстве второго спин-оффа «Форс-мажоров» стало известно 12 октября 2023 года, в связи с новым витком популярности оригинального сериала на стриминговых сайтах Peacock и Netflix. Пилот сериала был заказан 1 февраля 2024 года; сценаристами стали создатель франшизы Аарон Корш и Виктория Махоуни. До этого, 28 декабря 2023 года, было объявлено, что действие нового сериала будет происходить в Лос-Анджелесе. 19 июля 2024 года NBC одобрили пилот и заказали съёмки сериала. Прототипом главного героя Тэда Блэка послужил реальный человек, бывший сотрудник агентства CAA Тэд Шервин.
20 ноября 2024 года стало известно, что звезда оригинального сериала Гэбриел Махт вернётся к роли Харви Спектера в трёх эпизодах.
Съёмки пилотного эпизода велись в Ванкувере, в дальнейшем производство велось в Лос-Анджелесе.

## Список эпизодов[10]
| №  | Название                                     | Дата выхода     |
| -- | -------------------------------------------- | --------------- |
| 1  | Seven Days a Week and Twice on Sunday        | 23 февраля 2025 |
| 2  | Old Man Hanrahan                             | 2 марта 2025    |
| 3  | He Knew                                      | 9 марта 2025    |
| 4  | Batman Returns                               | 16 марта 2025   |
| 5  | You're on Your Own                           | 23 марта 2025   |
| 6  | Dester                                       | 30 марта 2025   |
| 7  | Good Times                                   | 6 апреля 2025   |
| 8  | Acapulco                                     | 13 апреля 2025  |
| 9  | Bat Signal                                   | 20 апреля 2025  |
| 10 | Slugfest                                     | 27 апреля 2025  |
| 11 | Tearin' Up My Heart / Stuart and the Tedster | 4 мая 2025      |
| 12 | Angry Sylvester                              | 11 мая 2025     |
| 13 | Freedom                                      | 18 мая 2025     |